# John Poulett (2e comte Poulett)
John Poulett, 2e comte Poulett (10 décembre 1708–5 novembre 1764), titré vicomte Hinton jusqu'en 1743 est un pair anglais.

## Biographie
Il est le fils de John Poulett (1er comte Poulett) et de son épouse, Bridget Bertie, fille de Peregrine Bertie, et fait ses études à la Taunton Grammar School. En 1734, il est convoqué au Parlement pour la baronnie de Poulett par ordre d'accélération. Il est Lord de la chambre à coucher jusqu'en 1755. Il hérite du comté de son père en 1743 et est nommé Lord Lieutenant du Somerset en 1744, colonel du 1er régiment de milice du Somerset à partir de 1759 et est parfois enregistreur de Bridgwater.
Poulett est mort célibataire et sans enfant en 1764 et ses titres passent à son frère, Vere Poulett (3e comte Poulett).